# Pływanie na Letnich Igrzyskach Olimpijskich 2012 – 1500 m stylem dowolnym mężczyzn
Pływanie na Letnich Igrzyskach Olimpijskich 2012 – 1500 m stylem dowolnym mężczyzn – jedna z konkurencji pływackich rozgrywanych podczas XXX Letnich Igrzysk Olimpijskich w Londynie.
Wyznaczone przez FINA minima kwalifikacyjne wynosiły 15:11.83 (minimum A) oraz 15:43.74 (minimum B).

## Statystyka

### Rekordy
Tabela przedstawia rekordy olimpijski, świata oraz poszczególnych kontynentów w tej konkurencji.
| Rekord świata     | Sun Yang         | 14:31.02 | Londyn, Wielka Brytania | 04.08.2012 |
| Rekord olimpijski | Sun Yang         | 14:31.02 | Londyn, Wielka Brytania | 04.08.2012 |
| Rekord Afryki     | Oussama Mellouli | 14:37.28 | Rzym, Włochy            | 02.08.2009 |
| Rekord Ameryki    | Ryan Cochrane    | 14:39.63 | Londyn, Wielka Brytania | 04.08.2012 |
| Rekord Azji       | Sun Yang         | 14:31.02 | Londyn, Wielka Brytania | 04.08.2012 |
| Rekord Europy     | Jurij Priłukow   | 14:43.21 | Pekin, Chiny            | 17.08.2008 |
| Rekord Oceanii    | Grant Hackett    | 14:34.56 | Fukuoka, Japonia        | 29.07.2001 |

## Terminarz
| Data                    | Czas  | Runda      |
| ----------------------- | ----- | ---------- |
| Piątek, 3 sierpnia 2012 | 10:24 | Eliminacje |
| Sobota, 4 sierpnia 2012 | 19:36 | Finał      |

## Wyniki
Do zawodów przystąpiło 31 zawodników, którzy zostali podzieleni na 4 biegi eliminacyjne. Do finału awansowało 8 pływaków z najlepszymi czasami. Najlepszy wynik z kwalifikacji osiągnął Sun Yang, a ostatni czas dający awans należał do Mateusza Sawrymowicza, który ukończył zmagania z rezultatem 14:57.59.
Finał odbył się dzień po eliminacjach. Zwycięzcą został Sun Yang ustanawiając nowy rekord świata z czasem 14:31.02. Srebrny medal zdobył Ryan Cochrane kończąc zawody z rezultatem 14:39.63, a brązowy medal wywalczył Oussama Mellouli z wynikiem 14:40.31.

### Eliminacje

#### Bieg 1
| Poz. | Zawodnik                   | Wynik    | Uwagi |
| ---- | -------------------------- | -------- | ----- |
| 1.   | Arturo Pérez Vertti Ferrer | 15:25.91 |       |
| 2.   | Jan Micka                  | 15:29.34 |       |
| 3.   | Anton Sveinn McKee         | 15:29.40 | NR    |
| 4.   | Ediz Yıldırımer            | 15:29.97 |       |
| 5.   | Wencisław Ajdarski         | 15:34.86 |       |
| 6.   | Uładzimir Żyharau          | 15:48.67 |       |
| 7.   | Ullalmath Gagan            | 16:31.14 |       |

#### Bieg 2
| Poz. | Zawodnik             | Wynik    | Uwagi |
| ---- | -------------------- | -------- | ----- |
| 1.   | Gregorio Paltrinieri | 14:50.11 | Q     |
| 2.   | Daniel Fogg          | 14:56.12 | Q     |
| 3.   | Mateusz Sawrymowicz  | 14:57.59 | Q     |
| 4.   | Gabriele Detti       | 15:06.22 |       |
| 5.   | Gergő Kis            | 15:21.74 |       |
| 6.   | Heerden Herman       | 15:25.71 |       |
| 7.   | Alejandro Gómez      | 15:27.38 |       |
| 8.   | Matias Koski         | 15:34.80 |       |

#### Bieg 3
| Poz. | Zawodnik            | Wynik    | Uwagi |
| ---- | ------------------- | -------- | ----- |
| 1.   | Ryan Cochrane       | 14:49.31 | Q     |
| 2.   | Park Tae-hwan       | 14:56.89 | Q     |
| 3.   | Connor Jaeger       | 14:57.56 | Q     |
| 4.   | Gergely Gyurta      | 15:04.22 |       |
| 5.   | Damien Joly         | 15:08.50 |       |
| 6.   | Dai Jun             | 15:13.90 |       |
| 7.   | David Davies        | 15:14.77 |       |
| 8.   | Juan Martín Pereyra | 15:36.72 |       |

#### Bieg 4
| Poz. | Zawodnik         | Wynik    | Uwagi |
| ---- | ---------------- | -------- | ----- |
| 1.   | Sun Yang         | 14:43.25 | Q     |
| 2.   | Oussama Mellouli | 14:46.23 | Q     |
| 3.   | Andrew Gemmell   | 14:59.05 |       |
| 4.   | Serhij Frołow    | 14:59.19 | NR    |
| 5.   | Job Kienhuis     | 15:03.16 |       |
| 6.   | Pál Joensen      | 15:18.42 |       |
| 7.   | Jarrod Poort     | 15:20.82 |       |
| 8.   | Anthony Pannier  | 15:24.08 |       |

### Finał
| Poz. | Zawodnik             | Wynik    | Uwagi |
| ---- | -------------------- | -------- | ----- |
|      | Sun Yang             | 14:31.02 |       |
|      | Ryan Cochrane        | 14:39.63 |       |
|      | Oussama Mellouli     | 14:40.31 |       |
| 4.   | Park Tae-hwan        | 14:50.61 | NR    |
| 5.   | Gregorio Paltrinieri | 14:51.92 |       |
| 6.   | Connor Jaeger        | 14:52.99 |       |
| 7.   | Mateusz Sawrymowicz  | 14:54.32 |       |
| 8.   | Daniel Fogg          | 15:00.76 |       |